# Azonnali többfordulós szavazás
Az azonnali többfordulós szavazás (angolul: instant-runoff voting, rövidítve: IRV) olyan rangsorolásos szavazási módszer, amely egy többfordulós választási rendszert bonyolít le egy fordulóban. Ehhez olyan szavazólapokat használnak, amelyen a jelöltek között rangsort (preferenciasorrend) állíthat fel a szavazó .
Az azonnali többfordulós választást számos országban alkalmazzák, Ausztráliában és Pápua Új-Guineában a parlament alsóházának tagjait. Hasonlóan Írországban és Srí Lankán (3 rangsorral) az elnökválasztást azonnali többfordulós választással tartják. Számos politikai párt használja (a párt vezetőinek és elnök-/miniszterelnök-jelöltjeinek megválasztására szolgáló belső előválasztásokon/választásokon), továbbá egyéb szervezetek is, például a legjobb film Oscar-díjának megválasztására.
Magyarországon is számos alkalommal tárgyalták különböző választási reformjavaslatok keretében lehetséges alternatívaként olyan esetekre, amikor egy győztest kell megállapítani. 2024-ben a Budapest XII. kerületi ellenzéki előválasztást azonnali többfordulós szavazással tartják 3 jelölt részvételével.
A módszert egyes országokban alternative vote (Egyesült Királyság), preferenciális szavazás (Ausztrália), egyetlen átvihető szavazatnak (Új-Zéland), vagy rangsorolásos szavazás (Egyesült Államokban ranked-choice voting, rövidítve: RCV) is nevezik, bár ezeket a neveket más rendszerekre vagy rendszerek kategóriáira is használják. Az IRV egy győztes kiválasztására alkalmas, több mandátum kiosztására egy módosított változatát, az egyetlen átruházható szavazat (STV) rendszerét lehet használni.
| egyéni jellegű rendszerek | "egyszavazatos" módszerek                                                    | "többszavazatos" módszerek |
| ------------------------- | ---------------------------------------------------------------------------- | --- |
| Egymandátumos módszerek   | relatív többségi szavazás (SMP) azonnali többfordulós szavazás (IRV)         | korlátozott elfogadó szavazás (limited approval voting) (korlátlan) több X-es szavazás (approval voting) |
| Többmandátumos módszerek  | egyetlen nem-átruházható szavazat (SNTV) egyetlen átruházható szavazat (STV) | többszörös nem-átruházható szavazat (MNTV) - blokkszavazás (egyéni listás választási rendszer) - korlátozott blokkszavazás (limited block voting) - korlátlan blokkszavazás (többgyőzteses elfogadó szavazás) többszörös átruházható szavazat (MTV) - preferenciális blokkszavazás |

## Módszer
Mint minden rangsorolásos szavazási módszer, ahelyett, hogy csak egy jelöltet támogathatnak, az azonnali többfordulós választásokon a választók sorrendbe állíthatják a jelölteket. A szavazólapokon először minden választópolgár első választását (kedvencét) számolják meg. Ha egy jelölt az első preferenciák alapján a szavazatok több mint felével (abszolút többséggel) rendelkezik, ez a jelölt nyer. Ha egyetlen jelölt mögött sincs abszolút többség, akkor a legkevesebb szavazatot kapott jelölt kiesik. Azoknak a választóknak a szavazatai, akik a kisesett jelöltet jelölték be első választásukként, átkerülnek a még versenyben levő jelöltek valamelyikéhez a szavazalólapokon található következő preferenciáik szerint. Ez a folyamat addig tart, amíg egy jelölt a szavazatok több mint felét meg nem szerzi.

Példa az Ausztrál Képviselőház teljes preferenciális szavazólapjára

## Terminológia
Az azonnali kieséses preferenciális szavazás arról kapta a nevét, ahogy a szavazatok számlálása egy egyenkénti kiseséses rendszerhez hasonló kiesési sorozatot szimulál, azzal a különbséggel, hogy nincs több forduló így a szavazók preferenciái nem változnak a kiesési körök között.
A britek és az új-zélandiak az IRV-t általában "alternatív szavazásnak" (AV) nevezik , míg Kanadában "rangsorolt választási szavazásnak" hívják. Az ausztrálok, akik az IRV-t használják a legtöbb egy győzteses választáshoz, az IRV-t "preferenciális szavazásnak" nevezik. Az amerikai FairVote NGO a "rangsorolt választási szavazás" kifejezést használja, hogy az IRV-re (és az egyetlen átruházható szavazatra utaljon a többgyőzteses verzió esetén). Az IRV-t használó joghatóságok, például San Francisco (Kalifornia, Maine és Minneapolis, Minnesota) törvényeikben kodifikálták a „rangsorolt választási szavazás” kifejezést. San Francisco azzal érvelt, hogy az "azonnali" szó megzavarhatja a szavazókat, hogy az eredmények azonnali elérhetőségére számítsanak.
Az IRV-t időnként (meglehetősen összezavaróan) Hare módszereként  (Sir Thomas Hare után), vagy Ware módszereként (az amerikai William Robert Ware után) is emlegetik. Ha az egyetlen átruházható szavazat (STV) módszert alkalmazzák egy győztes választásra, az IRV lesz így Írország kormánya az IRV-t "arányos képviseletnek" nevezte azon tény alapján, hogy az IRV ugyanazt a szavazólapot használja elnökének és az STV parlamenti képviselőinek megválasztásához, de az IRV egy nyertes választási módszer. A dél-karolinai  és az arkansasi  állam törvényei az "azonnali második fordulós szavazást" használják annak a gyakorlatnak a leírására, hogy a távollévő szavazók bizonyos kategóriái rangsorolt szavazatokat adnak le a választás a kétfordulós választás első fordulója előtt, és ezeket a szavazatokat minden további második fordulóban megszámolják.

## Összehasonlítás más szavazási módokkal
Az IRV alapú preferenciális szavazás megoldja az elveszett szavazatok  problémáját a többségi rendszerek keretein belül, de (más rangsorolt szavazási módszerekkel ellentétben) nem biztosítja a konszenzusos jelölt megválasztását (lásd a preferenciális szavazást). Mindkét tulajdonságot illusztrálja a lenti példa.
A szavazók első preferenciái szerinti eredmények az ábrán láthatók. Az IRV rendszerben, B jelölt az első fordulóban kiesik (mivel ő kapta a legkevesebb szavazatot), így a B-re kapott szavazatokat újraosztják a fennmaradó jelöltek között, ezek a szavazatok döntik el, ki lesz a győztes a másik két jelölt között. B támogatói szavazatai tehát nem vesznek kárba, és B jelöltsége sem torzította el a másik két jelölt közötti választást (ahogy az egyszerű többségi rendszerben történne).
Sokan azonban azt várnák, hogy ilyen helyzetben B-t kellene győztesnek kihoznia egy választási rendszernek, mint konszenzusos jelöltet.

### Számlálási módszerek összehasonlítása
Nem valószínű, hogy az IRV döntetlent eredményezne, ha kellően nagy a szavazók száma. Emiatt időnként a döntetlen eredmény végső eldöntésére javasolják olyan módszereknél (például a Smith-készletnél), amelyek nem rendelkeznek ezzel a tulajdonsággal: lásd Smith/IRV és Tideman's Alternative .

Példa a preferenciális szavazólap kitöltésére: "Rangsoroljon tetszőlegesen számú jelöltet a preferenciái sorrendjében"

#### Egyenlő helyezés
Ellentétben több másik egy győzteses módszerrel, az IRV nem ismeri az egyenlő rangsori helyezést, így figyelmen kívül kell hagyni pl. több első helyen megjelölt alternatívát tartalmazó szavazólapokat (ez olyan, mint több szavazat leadásával egy egyszerű többségi szavazáson). Ilyen szavazatokat az egyenlő helyezésig, vagy azon túl azonban lehet értékelni olyan konkrét helyzetekben, amikor az egyenlő helyezés garantáltan nem befolyásolja a választást. Ezt közvetlenül azelőtt értékelni kell, hogy egy jelölt hány elsőbbségi szavazatot kapott; más szakaszok is megtörténhetnek e kizárás nélkül, és az IRV szabályainak sérelme nélkül, és így elkerülhető egyes szavazólapok eldobása. Egyetlen jelenleg javasolt IRV-alapú szabály sem tudja minden esetben eleget tenni az egy szavazat szabályának minden esetben egyenlő rangsorolású szavazólapokra; a teljes mértékben páronkénti eredményeken alapuló szabályok, mint például a rangsorolt párok módszere és a Schulze-módszer .

### Az IRV a relatív többségi (egyfordulós) rendszerrel összehasonlítva
A 2013. szeptemberi ausztrál szövetségi választáson a 150 képviselőházi mandátumból 135-öt (vagyis 90 százalékot) olyan a jelöltek szereztek, aki az első helyen végeztek az első preferenciák között. A többi 15 mandátumot (10 százalék) az a jelölt szerezte meg, aki második helyen végzett az első preferenciák között.